# Global Metal
Global Metal é um documentário dirigido por Sam Dunn e Scot McFadyen que mostra o impacto da globalização sobre o heavy metal e como as culturas de diversos países estão transformando o heavy metal. É uma continuação do documentário Metal: A Headbanger's Journey. Global Metal teve espaço no Festival Internacional de Cinema de Bergen em 17 de outubro de 2007.

## Músicas presentes no documentário
- "Fight Fire With Fire" - Metallica
- "Overkill" - Motörhead
- "Rock You Like A Hurricane" - Scorpions
- "2 Minutes To Midnight" - Iron Maiden
- "Beneath The Remains" - Sepultura
- "Mass Hypnosis" - Sepultura
- "Roots Bloody Roots" - Sepultura
- "Kaiowas" - Sepultura
- "Walk With Me In Hell" - Lamb Of God
- "War Ensemble" - Slayer
- "Highway Star" - Deep Purple
- "Rock And Roll All Nite" - KISS
- "Elixir" - Marty Friedman
- "Death Panda Death" - Marty Friedman e AKB48
- "Danger Zone That I Want To Eat And Lick" - Sex Machineguns
- "X" - X Japan
- "Art Of Life" - X Japan
- "Me Devil" - Sigh
- "Golden Memories"
- "Kalluri Vaamil" - Prabhu Deva
- "Apocalyptic Dawn" - Demonic Resurrection
- "Boiled Unwound Filatured" - Bhayanak Maut
- "Dil Main Baji Gitar"
- "Legend" - Spring & Autumn
- "Ritual Day" - Ritual Day
- "Epic" - Tang Dynasty
- "Mo/Monster" - Voodookungfu
- "Damage Inc." - Metallica
- "Inner Self" - Sepultura
- "Creeping Death" - Metallica
- "Parade Luka" - Siksakubur
- "Jihad Soldiers" - Tengkorak
- "Akselerasi Maksimum" - Seringal
- "El Meod Na'ala" - Orphaned Land
- "Morbid Shadow" - Arallu
- "Act of War/Act of Terror" - Salem
- "Angel of Death" - Slayer
- "Ornaments of Gold" - Orphaned Land
- "Daramad"
- "Egyptian Festival"
- "Raining Blood" (Slayer cover) - SDS
- "Raining Blood" - Slayer
- "Cloud Connected" - In Flames
- "Fear of the Dark" (live in Bangalore, India) - Iron Maiden
- "Hallowed Be Thy Name" (live in Bangalore, India) - Iron Maiden